# Tunas do Paraná
Tunas do Paraná là một đô thị thuộc bang Paraná, Brasil. Đô thị này có diện tích 668,481 km², dân số năm 2007 là 6465 người, mật độ 6,2 người/km².